# Кисляк (село)
Кисля́к — село в Україні, у Гайсинській міській громаді Гайсинського району Вінницької області. Розташоване на лівому березі річки Соб (притока Південного Бугу) за 4,5 км на північний схід від міста Гайсин. Через село проходить автошлях Р33. Населення становить 979 осіб (станом на 1 січня 2015 р.).

## Географія
Вулиці: Великий куток, Малий куток, Щиглівський куток, Кукурузівка, вулиці Молодіжна, Жанова, Набережна

## Історія
Засноване у XVI ст. поблизу колишнього міста Киселин, яке було спалене монголо-татарами. Відносилось до Брацлавського повіту.
У XIX ст. перейшло до складу Гайсинського повіту Кисляцької волості.
На честь села був названий Кисляківський курінь Війська Запорізького.
7 (20) листопада 1917 року, відповідно до Третього Універсалу Української Центральної Ради, увійшло до складу Української Народної Республіки.
12 червня 2020 року, відповідно до розпорядження Кабінету Міністрів України № 707-р «Про визначення адміністративних центрів та затвердження територій територіальних громад Вінницької області», село увійшло до складу Гайсинської міської територіальної громади.
19 липня 2020 року, в результаті адміністративно-територіальної реформи та ліквідації Гайсинського району (1923—2020), село увійшло до складу новоутвореного Гайсинського району.

## Населення

### Мова
Розподіл населення за рідною мовою за даними :
| Мова       | Кількість | Відсоток |
| ---------- | --------- | -------- |
| українська | 1024      | 98.56%   |
| російська  | 14        | 1.35%    |
| білоруська | 1         | 0.09%    |
| Усього     | 1039      | 100%     |

## Економіка
У селі діє декілька фермерських господарств. Також є підприємство з лісопильного та деревостругального виробництва.

## Соціальна сфера
Освіта
- Середня загальноосвітня школа I—III ступенів (директор — Мигидюк Олександр Дмитрович; завідувач господарчою частиною — Давидко Юрій Трифонович)
- Кисляцька спеціальна загальноосвітня школа-інтернат I—III ступенів для дітей зі зниженим слухом.

До 1917 року в селі працювало «Кислякское 2-е одноклассное народное училище».
Культура
- клуб з танцювальним залом

Охорона здоров'я
- фельдшерсько-акушерський пункт

## Релігійне життя
Церква Успіння Богородиці. Церква Успіння Богородиці збудована у 1747 р. — дубова, триверха. Іконостас 4-ярусний. За переказом, до побудови цієї церкви була інша церква на іншому місці. Церква Успіння перетворена з греко-католицької на православну 16.08.1794 р.

## Історичні пам'ятки

### Археологічні
Трипільське поселення. Поселення знаходиться в північній частині села, займає надзаплавну терасу лівого берегу р. Соб. На поверхні зібрано фрагменти кераміки з заглибленим орнаментом. Пам'ятка відкрита в середині 1950 рр. П. I. Хавлюком, віднесено до середнього трипілля перехідного етапу ВI-BII.
Городище Киселин. За переказом, на схід від села на р. Кислячок було місто Киселин. В цьому місці знаходили черепки глиняних горщиків, сміття, камінь, вугілля, золу й монети. Одна монета римського імператора Александра Севера (III ст.) відіслана до музею Київської духовної академії.

### Пам'ятники
У центрі села на перехресті асфальтової дороги і дороги, що веде на Великий куток, біля старої криниці стоїть пам'ятник, споруджений 1911 року. На пам'ятнику була мідна табличка з написом: «Этот памятник сооружен на собственные средства крестьян Кислякской волости благодарных ИМПЕРАТОРУ АЛЕКСАНДРУ II за их освобождение от крепостной зависимости. 19.02. 1861—1911 г.»
У скверику навпроти зупинки автобусів розташована братська могила загиблим у Німецько-радянській війні. Являє собою скульптуру воїна з прапором в руці. На постаменті — меморіальна дошка з написом: «Вечная слава героям павшим за Родину в Великой Отечественной войне 1941—1945 гг».
Біля церкви знаходиться пам'ятний знак жертвам Голодомору.

## Відомі люди
- Ананій Волинець (1894—1941) — полковник Армії Української Народної Республіки, один з керівників протибільшовицького збройного опору на Гайсинщині. Навчався у місцевій школі.
- Іван Миколайчук (1894—1942) — український педагог, політичний діяч, член Центральної Ради УНР і Всеукраїнської ради селянських депутатів, представник Гайсинського повіту Подільської губернії. Есер, представник української партії соціалістів-революціонерів. Уродженець Кисляка.

## Галерея

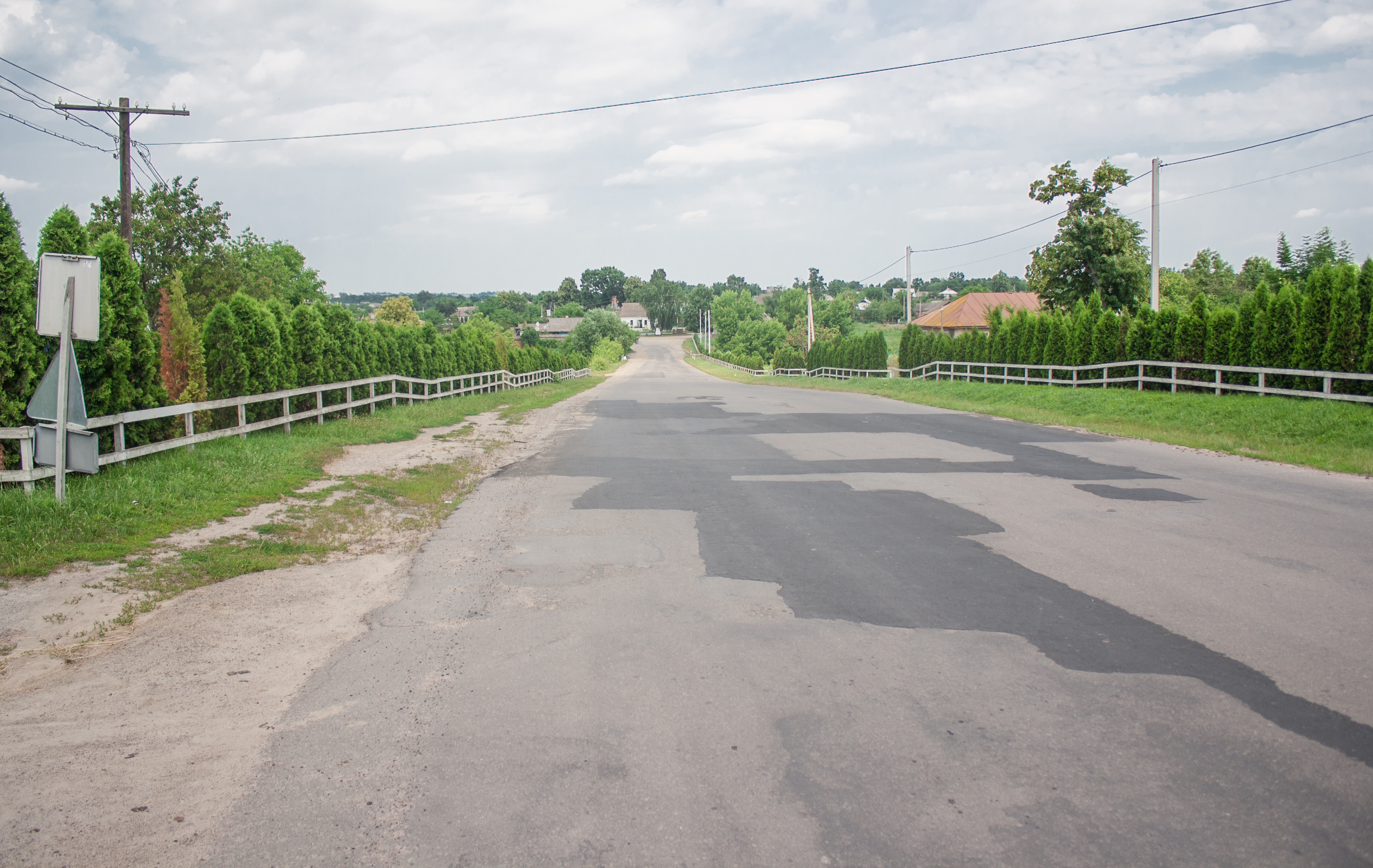
Вулиця Жанова
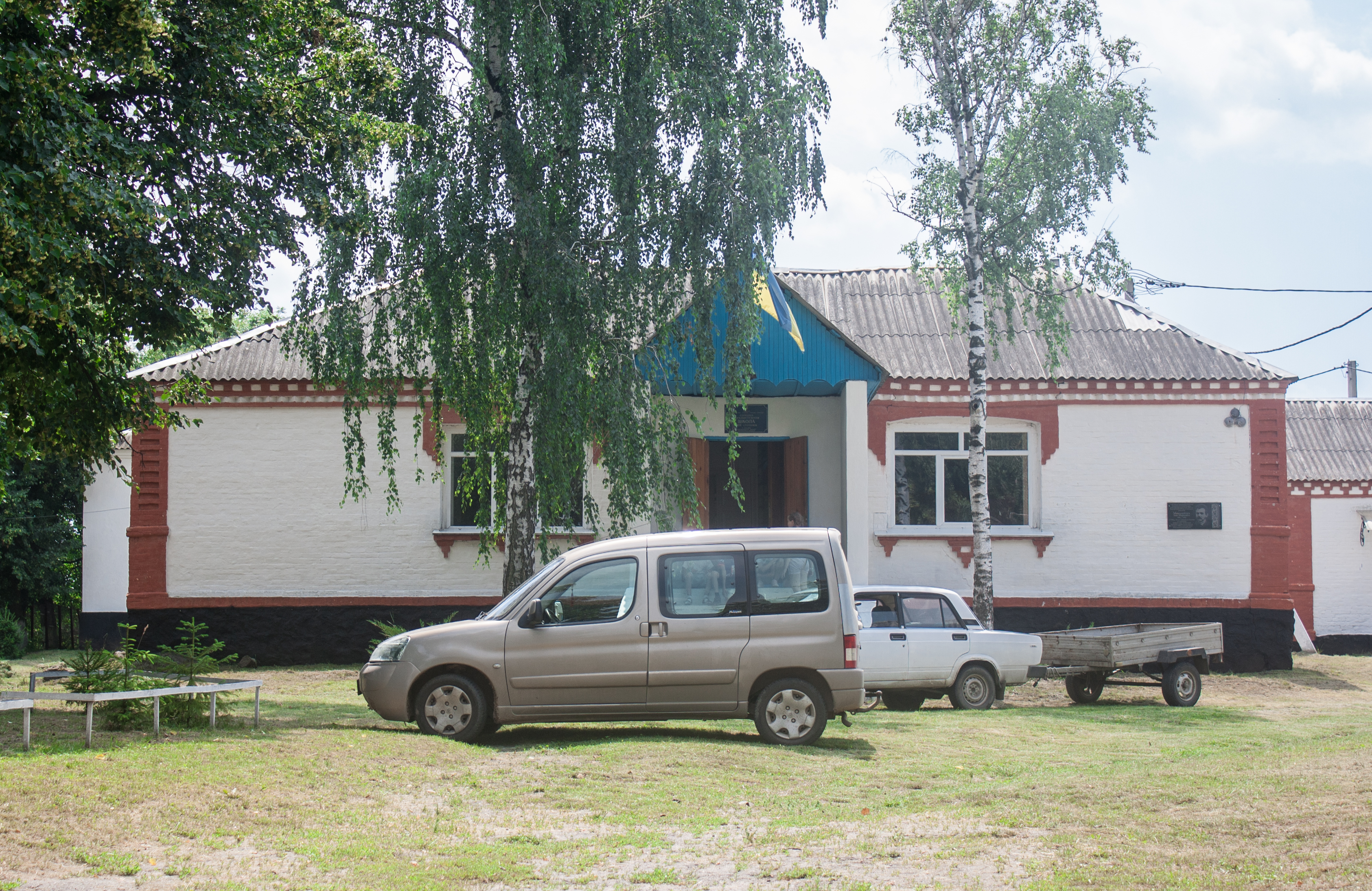
Школа
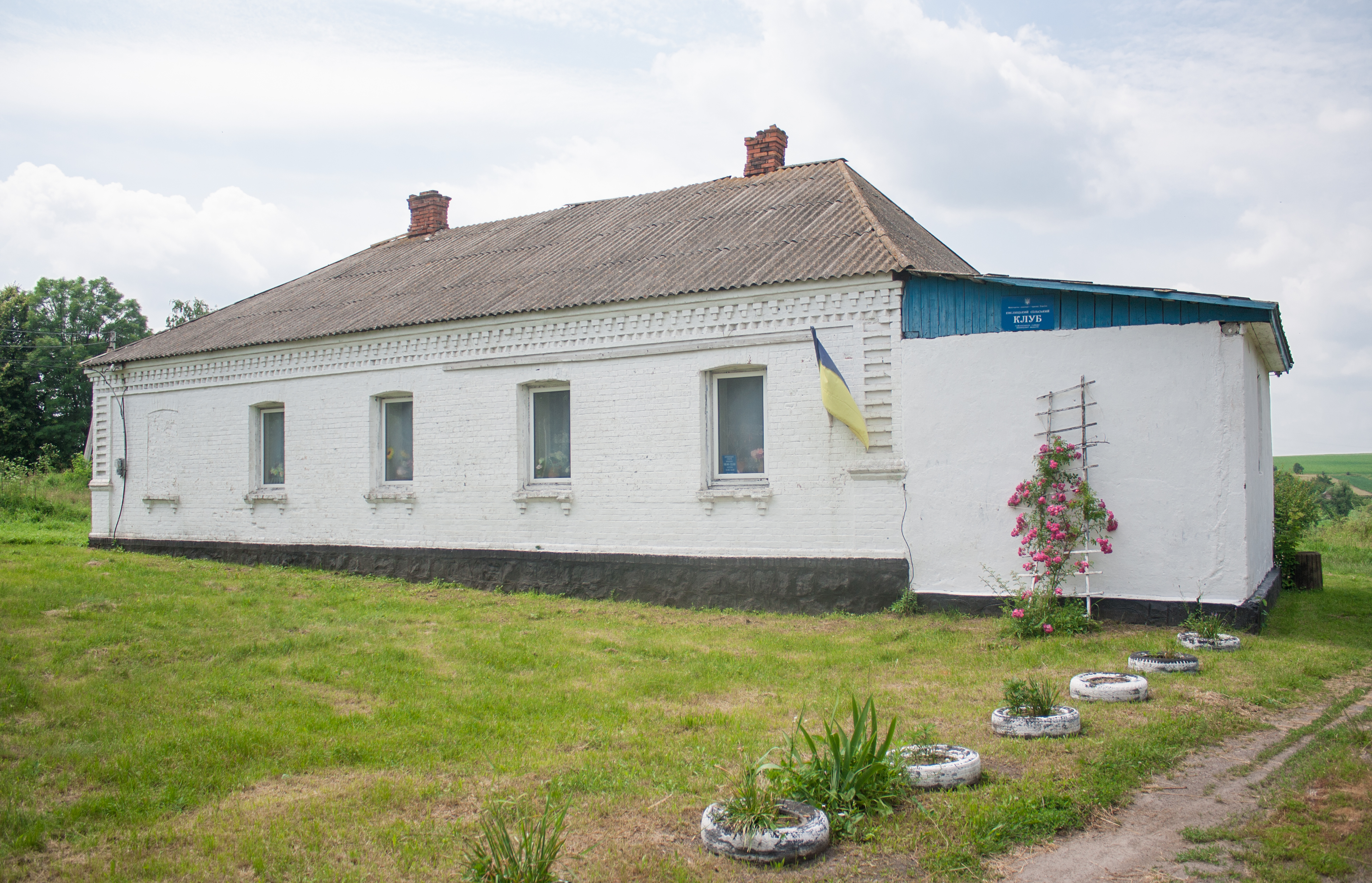
Клуб
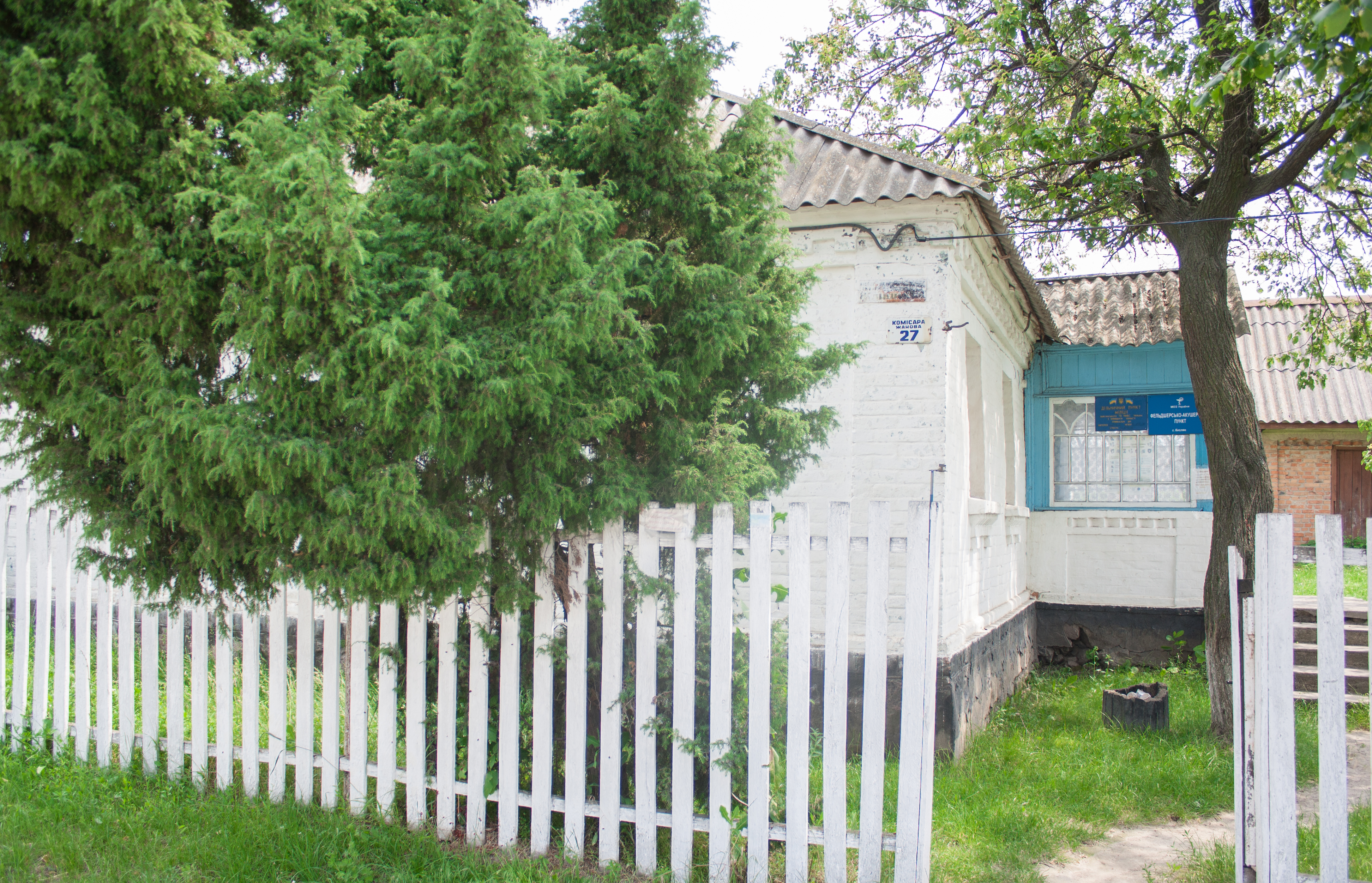
ФАП
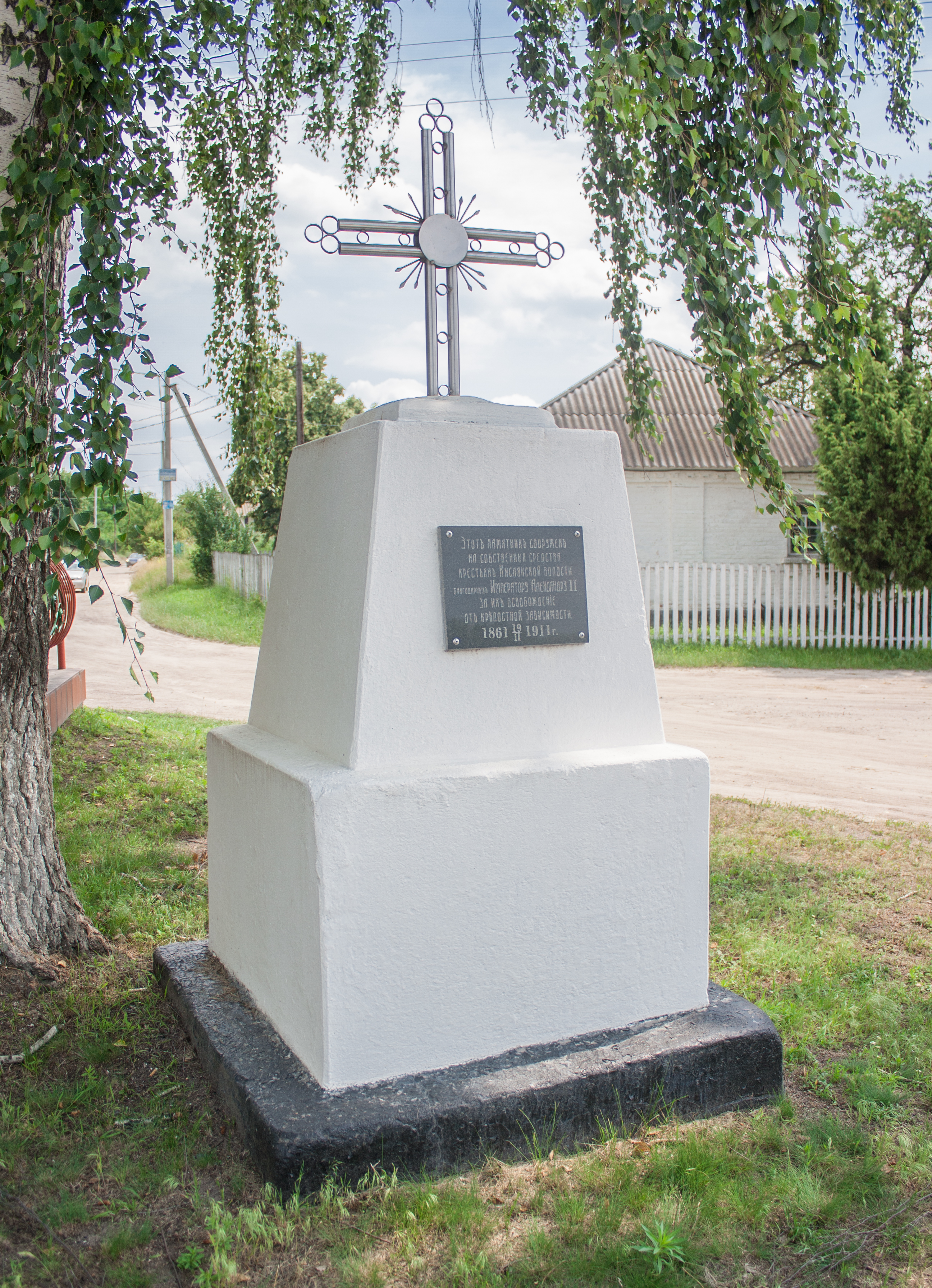
Пам'ятний знак на честь скасування кріпацтва
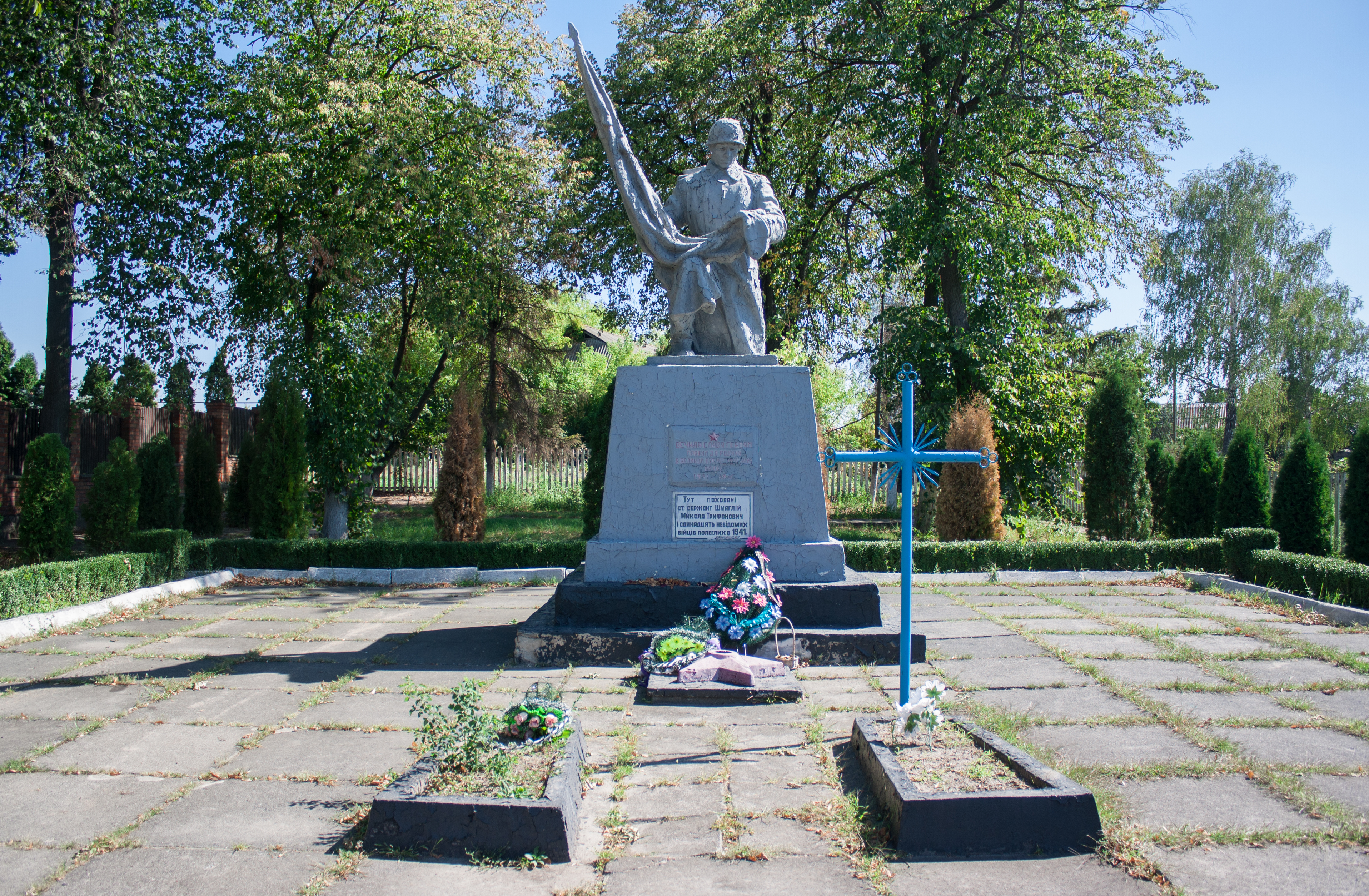
Братська могила радянських воїнів
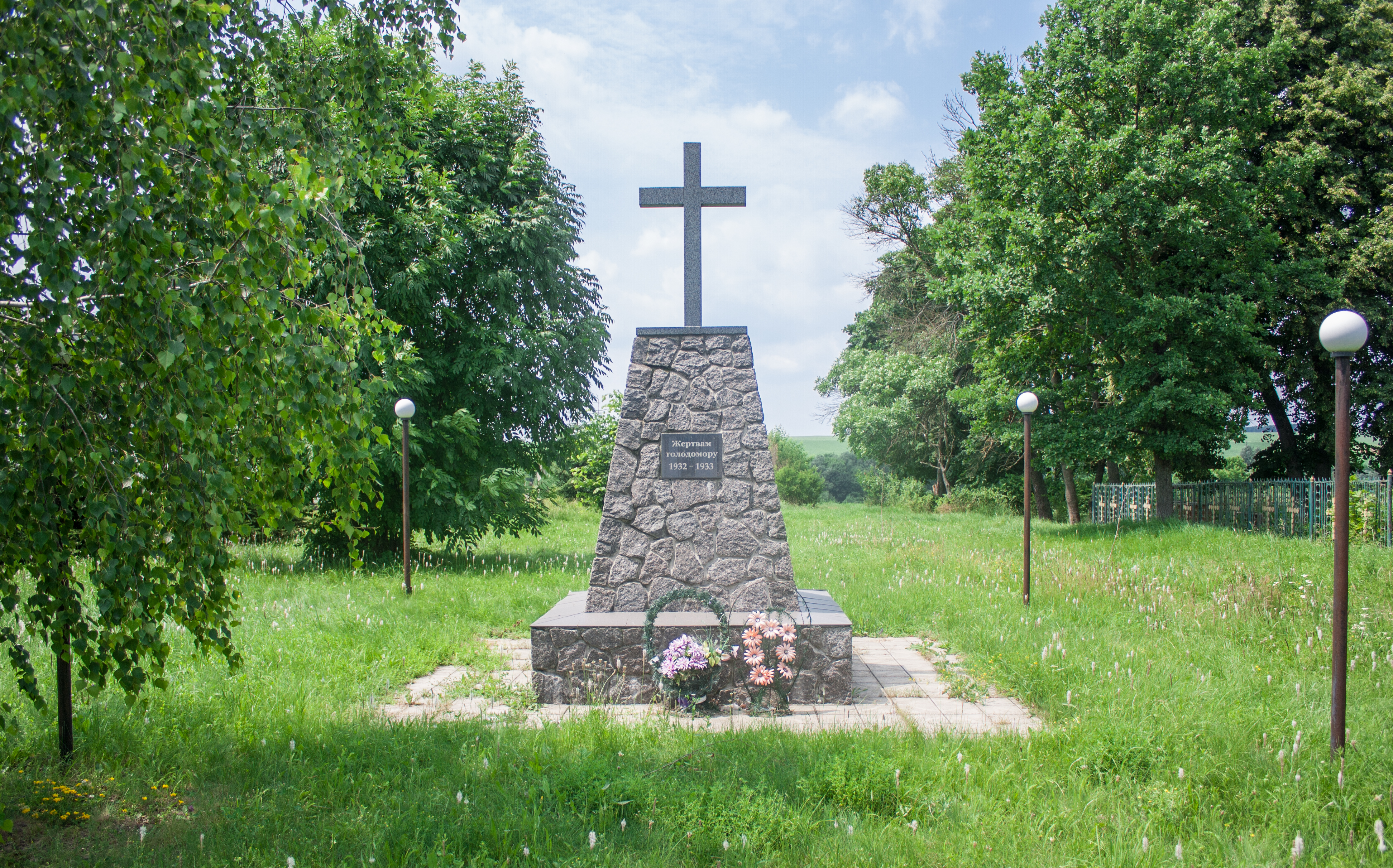
Пам'ятний знак жертвам Голодомору